# Kašna (Třebechovice pod Orebem)
Barokní pískovcová kašna se nalézá na Masarykově náměstí ve městě Třebechovice pod Orebem v okrese Hradec Králové. Barokní pískovcová kašna z roku 1675 od neznámého umělce je chráněna jako kulturní památka ČR. Národní památkový ústav tuto kašnu uvádí v katalogu památek pod rejstříkovým číslem ÚSKP 27526/6-719.

## Historie
Raně barokní kašna pocházející z roku 1675  byla původně umístěna na Rynečku na Starém Městě. Přenesení bylo uskutečněno v roce 1879.

## Popis
Na zděném základu se nalézá pískovcová nádrž o čtvercovém půdorysu s konvexními středy stran. Uprostřed nádrže je umístěn sloup s hranolovou patkou a dříkem vázovitého tvaru se stěnami bohatě zdobenými akanty, volutami a střapci, se dvěma mísami na vodu nad sebou na vrcholu, horní mísa s vejcovcovým dekorem na stěnách, dolní je ozdobena rostlinnými ornamenty a festony. Na spodní míse je kolem okraje vytesán nápis: A. MDCLXXV SVB AVG. ET INVICTISS. ROM. IMP. LEOPOLDO I HVNG. BOH. REGE. Na nosném sloupu vytesán dokola nápis: OBNOVENO 1882 OBEC PRAŽSKÁ VĚNOVALA TŘEBECHOVICŮM L. P. 1879. 

## Galerie

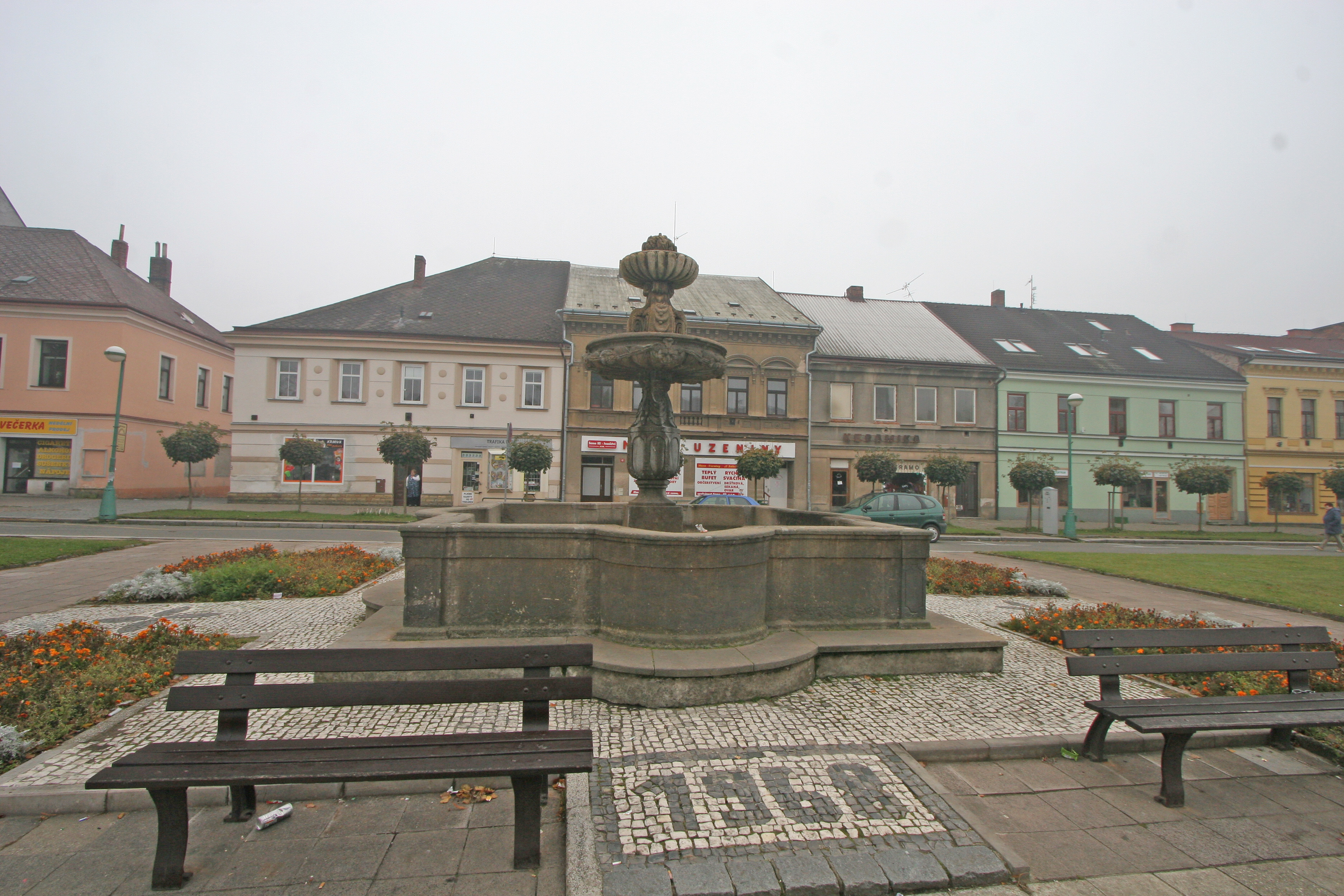
kašna v Třebechovicích pod Orebem
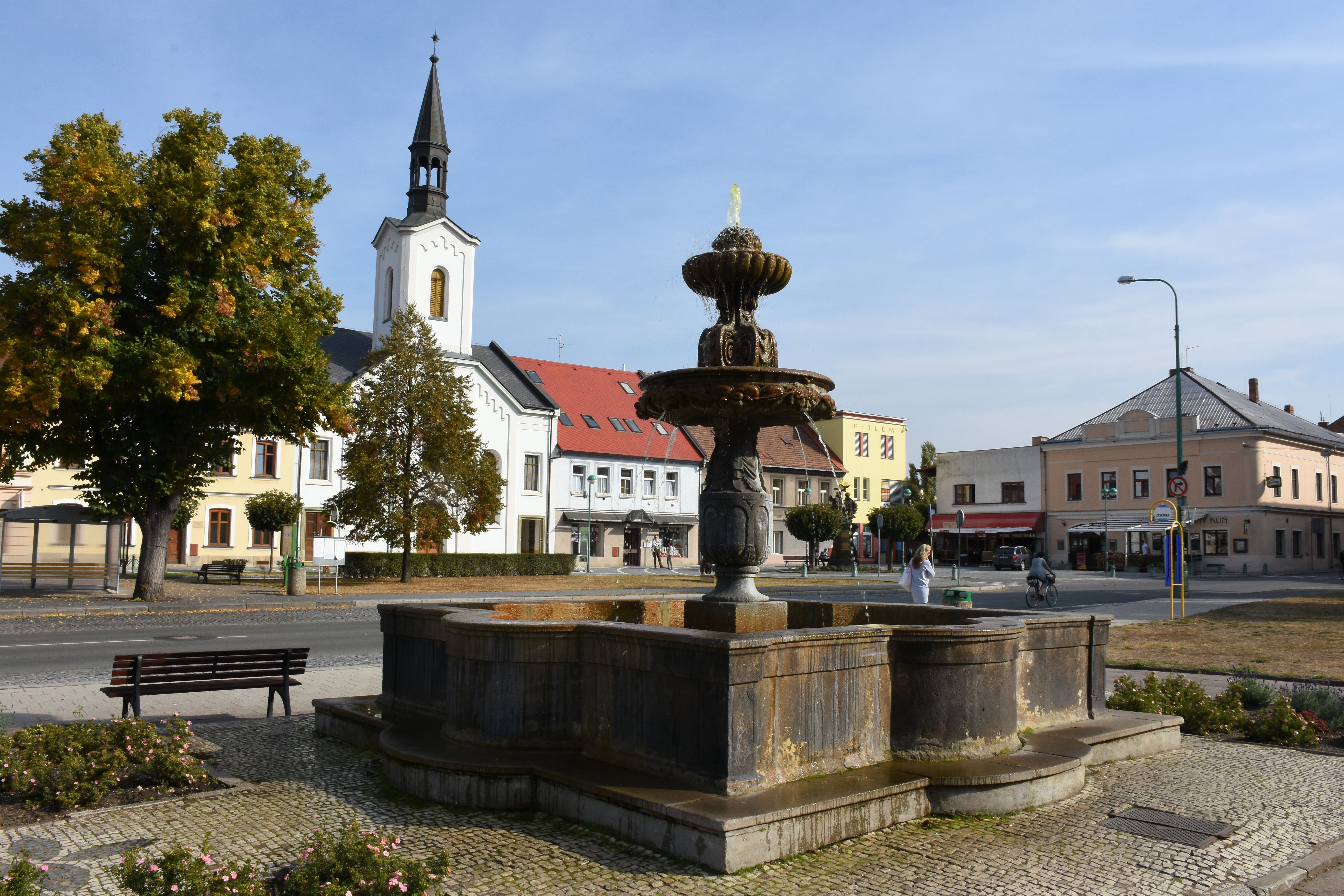
kašna v Třebechovicích pod Orebem
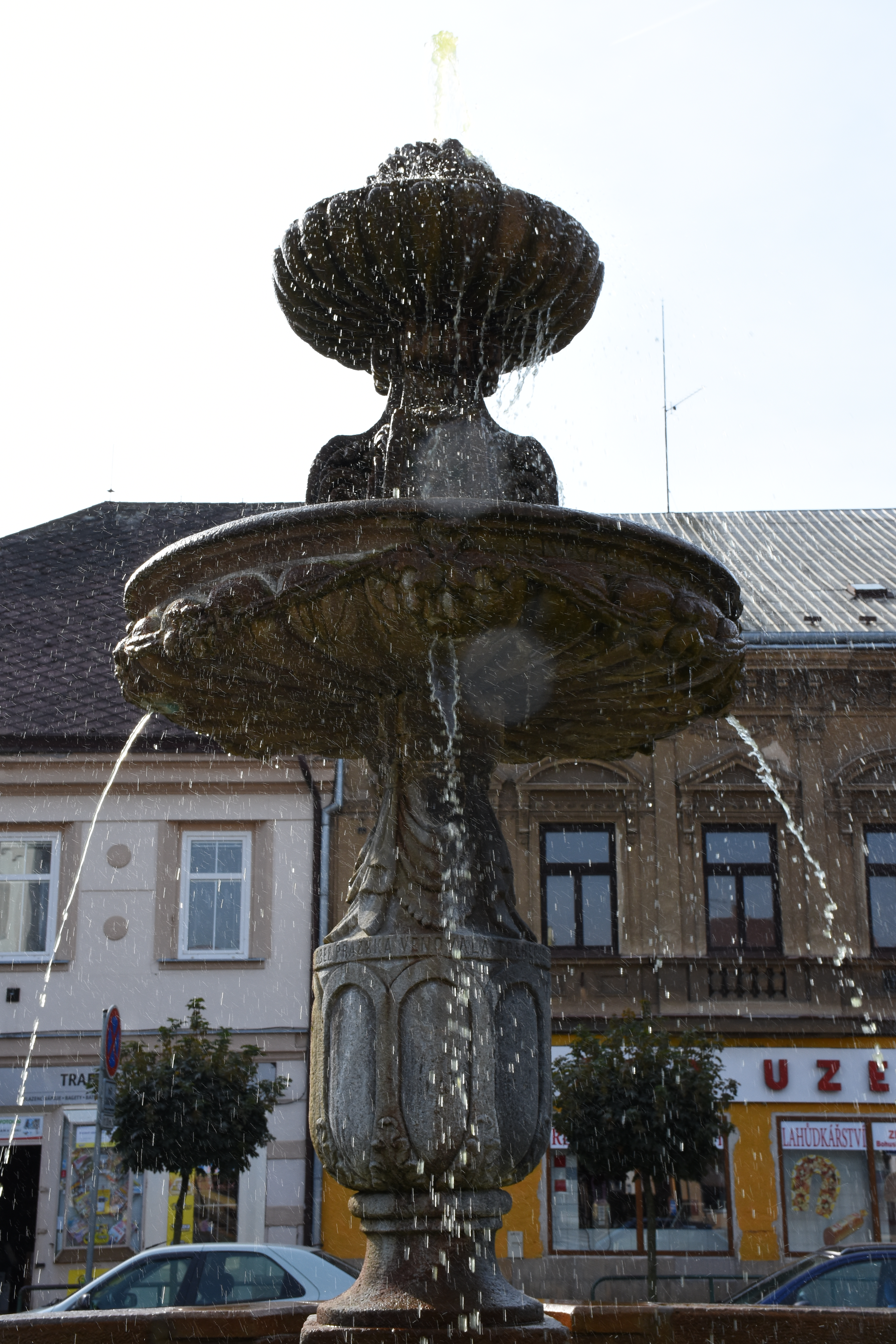
kašna v Třebechovicích pod Orebem
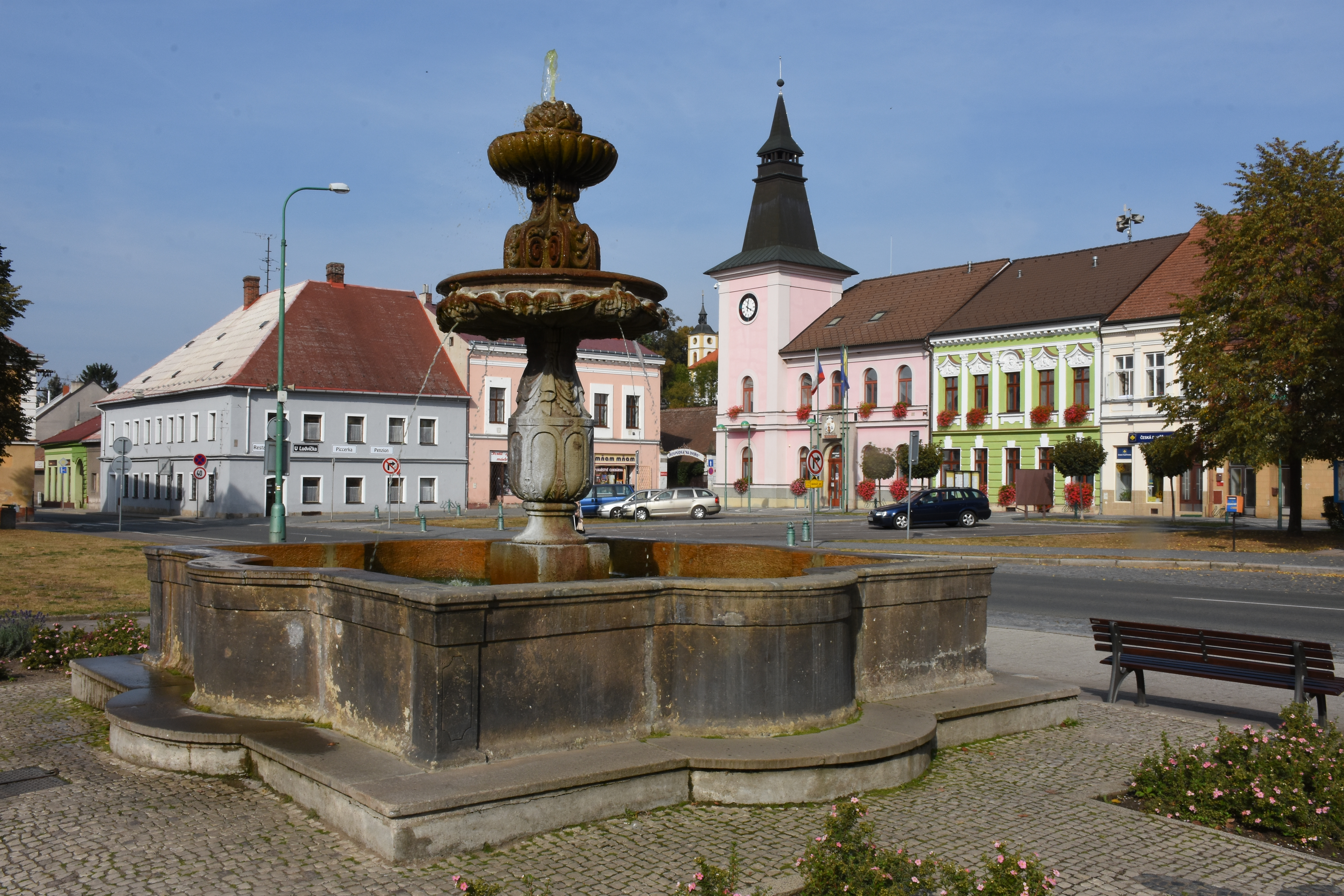
kašna v Třebechovicích pod Orebem
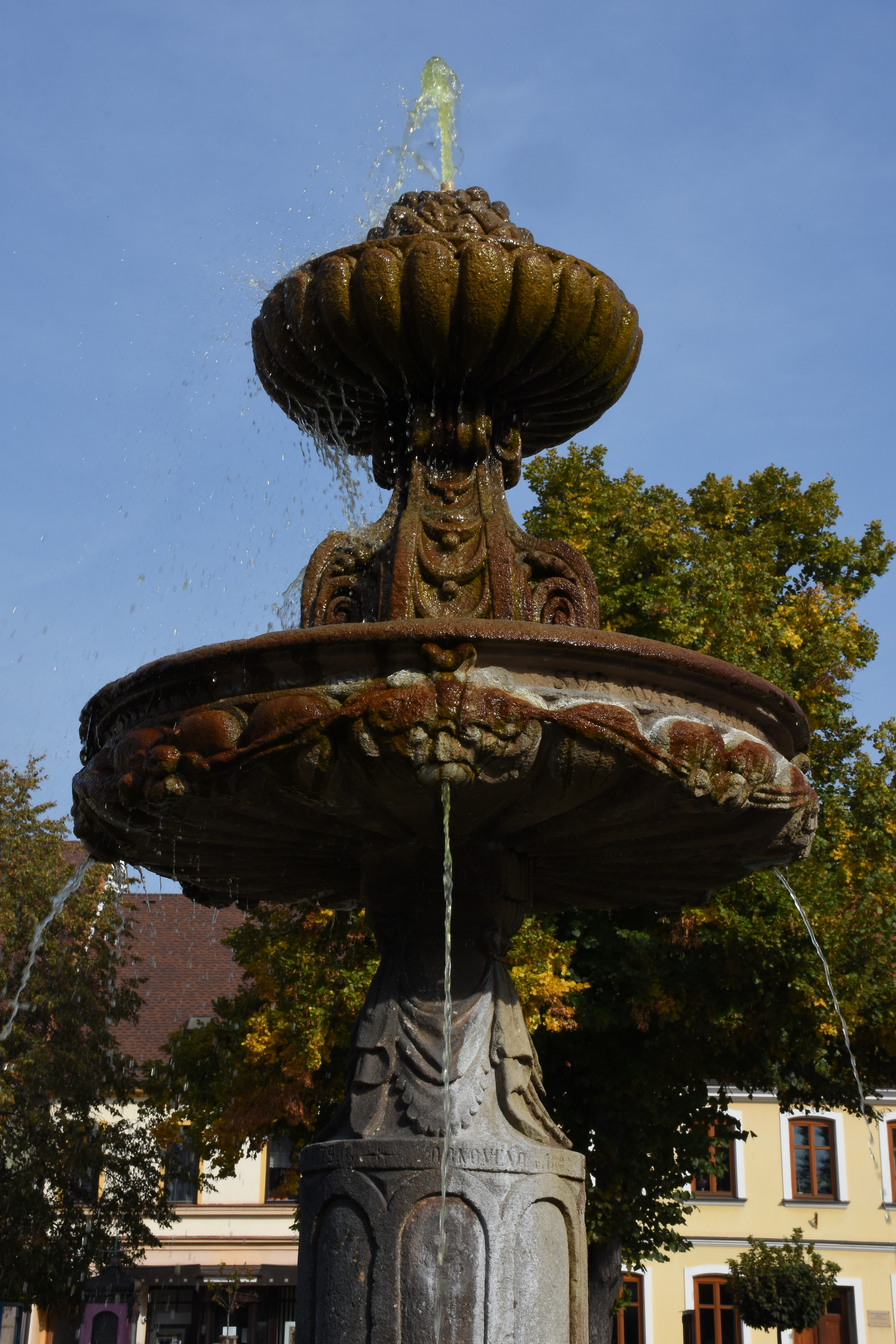
kašna v Třebechovicích pod Orebem